# Sepp Heckelmiller
Josef Heckelmiller detto Sepp (Hindelang, 5 novembre 1943) è un ex sciatore alpino tedesco che gareggiò per la nazionale tedesca occidentale.

## Biografia
Gigantista originario di Oberjoch e puro attivo tra la fine degli anni 1960 e i primi anni 1970, Heckelmiller ottenne il primo risultato internazionale di rilievo in occasione dei X Giochi olimpici invernali di Grenoble 1968, chiudendo al 24º posto. Il 10 marzo successivo colse a Méribel il primo piazzamento in Coppa del Mondo (5º), mentre nel 1969 a Madonna di Campiglio si classificò 2º alla XX edizione della 3-Tre.
Il 5 gennaio 1970 colse, sulla prestigiosa pista Chuenisbärgli di Adelboden, il primo podio in Coppa del Mondo (2º) e ai successivi Mondiali di Val Gardena 1970 si classificò 11º; due anni dopo disputò i suoi ultimi Giochi olimpici invernali, Sapporo 1972, senza completare la prova e sempre nel 1972, il 18 febbraio a Banff, salì per l'ultima volta sul podio in Coppa del Mondo (2º). Ottenne l'ultimo piazzamento in Coppa del Mondo il 24 marzo 1973 a Heavenly Valley (7º) e l'ultimo risultato internazionale in carriera il 5 febbraio dell'anno seguente ai Mondiali di Sankt Moritz 1974 (11º).

## Palmarès

### Coppa del Mondo
- Miglior piazzamento in classifica generale: 16º nel 1971
- 4 podi (tutti in slalom gigante):
  - 3 secondi posti
  - 1 terzo posto

### Campionati tedeschi
- 2 medaglie (dati parziali):
  - 1 oro (slalom gigante nel 1974)[3]
  - 1 argento (dati parziali: discesa libera nel 1965[4])